# Chen Li (Badminton)
Chen Li (chinesisch 陈莉, Pinyin Chén Lì, * 3. August 1985) ist eine chinesische Badmintonspielerin.

## Karriere
Chen Li gewann bei der Badminton-Asienmeisterschaft 2006 Bronze im Dameneinzel. Bei den Denmark Open 2004, Singapur Open 2004, China Open 2005 und Singapur Open 2006 stand sie im Viertelfinale, bei den China Open 2004 und Indonesia Open 2006 im Achtelfinale. In das Halbfinale des Damendoppels mit Zhu Lin konnte sie bei den German Open 2004 vordringen.

## Sportliche Erfolge
| Veranstaltung | Saison                       | Disziplin   | Platz | Name              |
| ------------- | ---------------------------- | ----------- | ----- | ----------------- |
| 2004          | German Open                  | Damendoppel | 3     | Chen Li / Zhu Lin |
| 2004          | China Open                   | Dameneinzel | 9     | Chen Li           |
| 2004          | Singapur Open                | Dameneinzel | 5     | Chen Li           |
| 2004          | Denmark Open                 | Dameneinzel | 5     | Chen Li           |
| 2005          | China Open                   | Dameneinzel | 5     | Chen Li           |
| 2006          | Badminton-Asienmeisterschaft | Dameneinzel | 3     | Chen Li           |